# Anna Olsson (biegaczka narciarska)
Anna Viktoria Olsson z d. Dahlberg (ur. 1 maja 1976 w Kramfors) – szwedzka biegaczka narciarska, medalistka olimpijska i medalistka mistrzostw świata.

## Kariera
igrzyska olimpijskie w Salt Lake City były pierwszymi w jej karierze. Indywidualnie plasowała się tam w trzeciej dziesiątce. Cztery lata później, na igrzyskach w Turynie zdobyła razem z Liną Andersson złoty medal w sprincie drużynowym techniką klasyczną. Startowała także na igrzyskach w Vancouver, gdzie jej najlepszym wynikiem było 4. miejsce w sprincie techniką klasyczną.
Na mistrzostwach świata zadebiutowała w 1997 r. podczas mistrzostw w Trondheim, gdzie zajęła 47. miejsce w biegu na 15 km techniką dowolną. Startowała także na mistrzostwach w Lahti oraz mistrzostwach w Val di Fiemme, ale indywidualnie zajmowała miejsca w trzeciej dziesiątce. W 2005 r. podczas mistrzostw w Oberstdorfie zajęła 4. miejsce w sprincie techniką klasyczną. Wynik ten powtórzyła dwa lata później na mistrzostwach w Sapporo. Na japońskich mistrzostwach zajęła także 4. miejsce w sztafecie 4 × 5 km. Swój jedyny medal mistrzostw świata zdobyła w 2009 r. podczas mistrzostw w Libercu zajmując wraz z Liną Andersson drugie miejsce w sprincie drużynowym techniką klasyczną.
Najlepsze wyniki w Pucharze Świata osiągnęła w sezonie 2004/2005, kiedy to zajęła 11. miejsce w klasyfikacji generalnej, a w klasyfikacji sprintu była trzecia. Także w sezonie 2003/2004 była trzecia w klasyfikacji sprinterskiej. 17 października 2009 r. oświadczyła, po sezonie 2009/2010 zamierza zakończyć karierę.
Jej mąż Johan Olsson również uprawia biegi narciarskie.

## Osiągnięcia

### Igrzyska olimpijskie
| Miejsce | Dzień     | Rok  | Miejscowość    | Konkurencja                                 | Czas biegu | Strata   | Zwyciężczyni      |
| ------- | --------- | ---- | -------------- | ------------------------------------------- | ---------- | -------- | ----------------- |
| 36.     | 9 lutego  | 2002 | Salt Lake City | 15 km stylem dowolnym                       | 39:54,4    | +3:59,3  | Stefania Belmondo |
| 40.     | 12 lutego | 2002 | Salt Lake City | 10 km stylem klasycznym                     | 28:05,6    | +2:56,1  | Bente Skari       |
| 33.     | 19 lutego | 2002 | Salt Lake City | Sprint stylem dowolnym                      | 3:10,6     | -        | Julija Czepałowa  |
| 12.     | 21 lutego | 2002 | Salt Lake City | Sztafeta 4 × 5 km                           | 49:30,6    | +3:09,8  | Niemcy            |
| 39.     | 24 lutego | 2002 | Salt Lake City | 30 km stylem klasycznym                     | 1:30:57,1  | +15:54,2 | Gabriella Paruzzi |
| 1.      | 14 lutego | 2006 | Turyn          | Sprint drużynowy stylem klasycznym          | 16:36,9    | -        | -                 |
| 4.      | 18 lutego | 2006 | Turyn          | Sztafeta 4 × 5 km                           | 54:47,7    | +12,6    | Rosja             |
| 10.     | 22 lutego | 2006 | Turyn          | Sprint stylem dowolnym                      | 2:12,3     | -        | Chandra Crawford  |
| 24.     | 15 lutego | 2010 | Vancouver      | 10 km stylem dowolnym                       | 24:58,4    | +1:24,7  | Charlotte Kalla   |
| 4.      | 17 lutego | 2010 | Vancouver      | Sprint stylem klasycznym                    | 3.39,2     | +2,5     | Marit Bjørgen     |
| 5.      | 25 lutego | 2010 | Vancouver      | Sztafeta 4 × 5 km                           | 55:19,5    | +59,4    | Norwegia          |
| 9.      | 27 lutego | 2010 | Vancouver      | 30 km stylem klasycznym ze startu wspólnego | 1:30:33,7  | +2:26,6  | Justyna Kowalczyk |

### Mistrzostwa świata
| Miejsce | Dzień     | Rok  | Miejscowość   | Konkurencja                        | Czas biegu | Strata  | Zwyciężczyni        |
| ------- | --------- | ---- | ------------- | ---------------------------------- | ---------- | ------- | ------------------- |
| 47.     | 21 lutego | 1997 | Trondheim     | 15 km stylem dowolnym              | 36:28,2    | +4:36,2 | Jelena Välbe        |
| 43.     | 18 lutego | 2001 | Lahti         | 10 km łączony                      | 28:06,1    | +3:08,7 | Virpi Kuitunen      |
| 26.     | 21 lutego | 2001 | Lahti         | Sprint stylem dowolnym             | 3:41,5     | -       | Pirjo Manninen      |
| 23.     | 20 lutego | 2003 | Val di Fiemme | 10 km stylem klasycznym            | 25:47,0    | +1:59,5 | Bente Skari         |
| 6.      | 24 lutego | 2003 | Val di Fiemme | Sztafeta 4 × 5 km                  | 50:54,7    | +1:31,2 | Niemcy              |
| 33.     | 26 lutego | 2003 | Val di Fiemme | Sprint stylem dowolnym             | 3:28,8     | -       | Marit Bjørgen       |
| 8.      | 21 lutego | 2005 | Oberstdorf    | Sztafeta 4 × 5 km                  | 57:15,7    | +2:25,0 | Norwegia            |
| 4.      | 22 lutego | 2005 | Oberstdorf    | Sprint stylem klasycznym           | 2:15,5     | +2,4    | Emelie Öhrstig      |
| 9.      | 25 lutego | 2005 | Oberstdorf    | Sprint drużynowy stylem dowolnym   | 12:19,7    | +32,2   | Norwegia            |
| DNS     | 26 lutego | 2005 | Oberstdorf    | 30 km stylem klasycznym            | 1:27:05,8  | -       | Marit Bjørgen       |
| 4.      | 22 lutego | 2007 | Sapporo       | Sprint stylem klasycznym           | 2:50,9     | +2,2    | Astrid Jacobsen     |
| 20.     | 27 lutego | 2007 | Sapporo       | 10 km stylem dowolnym              | 23:58,4    | +1:39,3 | Kateřina Neumannová |
| 4.      | 1 marca   | 2007 | Sapporo       | Sztafeta 4 × 5 km                  | 54:18,6    | +31,7   | Finlandia           |
| 12.     | 19 lutego | 2009 | Liberec       | 10 km stylem klasycznym            | 28:12,8    | +1:29,6 | Aino-Kaisa Saarinen |
| 5.      | 24 lutego | 2009 | Liberec       | Sprint stylem dowolnym             | 2:39,3     | +5,9    | Arianna Follis      |
| 2.      | 25 lutego | 2009 | Liberec       | Sprint drużynowy stylem klasycznym | 19:43,7    | +20,0   | Finlandia           |

### Mistrzostwa świata juniorów
| Miejsce | Dzień       | Rok  | Miejscowość | Konkurs                | Wynik   | Strata  | Zwyciężczyni      |
| ------- | ----------- | ---- | ----------- | ---------------------- | ------- | ------- | ----------------- |
| 10.     | 31 stycznia | 1996 | Asiago      | 5 km stylem klasycznym | 15:01,8 | +54,0   | Maija Puukilainen |
| 35.     | 4 lutego    | 1996 | Asiago      | 15 km stylem dowolnym  | 43:52,9 | +5:27,7 | Julija Czepałowa  |

### Puchar Świata

#### Miejsca w klasyfikacji generalnej
| Sezon     | Puchar Świata | Sprint      | Biegi dystansowe |
| --------- | ------------- | ----------- | ---------------- |
| 2001/2002 | 34. miejsce   | 17. miejsce | -                |
| 2002/2003 | 43. miejsce   | 19. miejsce | -                |
| 2003/2004 | 15. miejsce   | 3. miejsce  | 32. miejsce      |
| 2004/2005 | 11. miejsce   | 3. miejsce  | 66. miejsce      |
| 2005/2006 | 20. miejsce   | 6. miejsce  | 58. miejsce      |
| 2006/2007 | 21. miejsce   | 5. miejsce  | 48. miejsce      |
| 2007/2008 | 42. miejsce   | 28. miejsce | -                |
| 2008/2009 | 16. miejsce   | 8. miejsce  | 32. miejsce      |
| 2009/2010 | 19. miejsce   | 14. miejsce | 33. miejsce      |

#### Miejsca na podium w zawodach
| Nr  | Dzień           | Rok  | Miejscowość   | Konkurencja                     | Czas biegu | Strata | Miejsce    | Zwyciężczyni       |
| --- | --------------- | ---- | ------------- | ------------------------------- | ---------- | ------ | ---------- | ------------------ |
| 1.  | 16 grudnia      | 2003 | Val di Fiemme | Sprint 1,2 km stylem dowolnym   | -          | -      | 2.         | Marit Bjørgen      |
| 2.  | 18 lutego       | 2004 | Sztokholm     | Sprint 1,1 km stylem dowolnym   | -          | -      | 2.         | Marit Bjørgen      |
| 3.  | 5 marca         | 2004 | Lahti         | Sprint 1,0 km stylem dowolnym   | -          | -      | 3.         | Marit Bjørgen      |
| 4.  | 23 października | 2004 | Düsseldorf    | Sprint 0,8 km stylem dowolnym   | -          | -      | 2.         | Marit Bjørgen      |
| 5.  | 13 lutego       | 2005 | Reit im Winkl | Sprint 1,5 km stylem dowolnym   | -          | -      | 3.         | Virpi Kuitunen     |
| 6.  | 9 marca         | 2005 | Drammen       | Sprint 1,0 km stylem dowolnym   | -          | -      | 3.         | Virpi Kuitunen     |
| 7.  | 30 grudnia      | 2005 | Nové Město    | Sprint 1,2 km stylem dowolnym   | -          | -      | 2.         | Alona Sidko        |
| 8.  | 4 lutego        | 2006 | Davos         | Sprint 1,0 km stylem dowolnym   | -          | -      | 1.         | -                  |
| 9.  | 10 marca        | 2007 | Lahti         | Sprint 1,2 km stylem dowolnym   | -          | -      | 3. miejsce | Virpi Kuitunen     |
| 10. | 21 marca        | 2007 | Sztokholm     | Sprint 1,0 km stylem dowolnym   | -          | -      | 3.         | Petra Majdič       |
| 11. | 27 października | 2007 | Düsseldorf    | Sprint 0,8 km stylem dowolnym   | -          | -      | 3.         | Natalja Matwiejewa |
| 12. | 16 stycznia     | 2009 | Whistler      | Sprint 0,8 km stylem klasycznym | -          | -      | 3.         | Alena Procházková  |